# Roquevaire
Roquevaire ist eine französische Gemeinde mit 8.823 Einwohnern (Stand 1. Januar 2022) im Département Bouches-du-Rhône in der Region Provence-Alpes-Côte d’Azur.

## Geografie
Die Gemeinde liegt östlich von Marseille zwischen dem vier Kilometer entfernten Aubagne und dem sechs Kilometer entfernten Auriol am Fluss Huveaune. Teile des Gemeindegebietes gehören zum Regionalen Naturpark Sainte-Baume.

## Geschichte
Das Wappen des Ortes entstand 906. Der Stern im Wappen (frz. „étoile“) steht für das Massif de l’Étoile, das hinter dem Dorf beginnt, und den Pont de l’Étoile. Der Fels hängt mit dem Namen des Ortes zusammen. Roquevaire heißt so viel wie weiß-grauer Fels.

## Sehenswürdigkeiten
- Kirche Saint Vincent aus dem 18. Jahrhundert
- Burgruinen
- Mittelalterlicher Glockenturm der Burg
- Bonaparte-Brücke aus dem 16. Jahrhundert
- Kapelle Saint Vincent aus dem 10. und 11. Jahrhundert

## Verkehrsanbindung
Die A52 bildet die Anbindung an Aubagne.

## Demografie

### Bevölkerungsentwicklung
| Jahr      | 1962 | 1968 | 1975 | 1982 | 1990 | 1999 | 2008 | 2016 |
| Einwohner | 3408 | 3854 | 5042 | 5619 | 7061 | 7853 | 8429 | 8962 |

### Altersstruktur
24 Prozent der Bevölkerung sind 19 Jahre alt oder jünger. Sieben Prozent der Bevölkerung sind 75 Jahre alt und älter.

## Persönlichkeiten
- Eugène Arnaud (1834–1905), Bischof von Fréjus, geboren in Roquevaire
- Danielle Jacqui (* 1934), Malerin, Bildhauerin und Künstlerin der Art brut, lebt und arbeitet in Roquevaire